# Avatar (informatique)

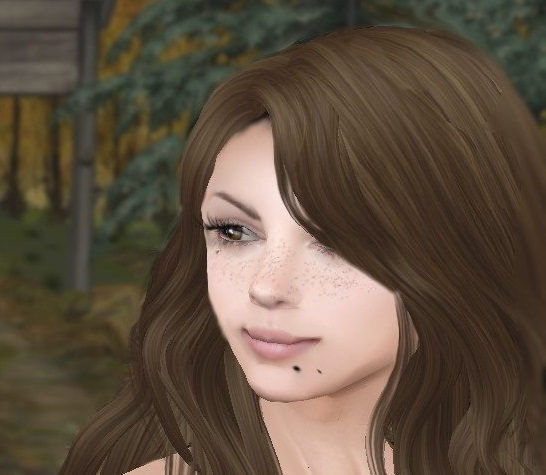
Avatar utilisé dans le jeu Second Life

Pour les articles homonymes, voir Avatar.
En informatique, l'avatar est la représentation informatique d'un internaute, que ce soit sous forme 2D (sur les forums et dans les logiciels de messagerie), ou sous forme 3D (dans les jeux vidéo, par exemple). Le terme « avatar » peut également référer à la personnalité en rapport avec le nom d'écran d'un internaute.

## Origine
Le terme avatar est issu de la tradition hindoue, où il désigne l'incarnation d'une divinité sur terre, généralement celles du Dieu Vishnou,.

### Apparition du terme
Au sens d'une représentation numérique d'un usager en ligne, le terme « avatar » est attribué à Richard Garriott, qui en a fait usage pour la première fois dans le jeu d'ordinateur Ultima IV: Quest of the Avatar (1985). Garriott souhaitait que l'avatar représente un alter ego du joueur dans le monde virtuel du jeu. Selon lui, le joueur ne pourrait être touché par les paraboles éthiques et l'histoire que s'il se sentait responsable des actions du personnage. Ainsi, il a adopté l'idée de la manifestation sur terre des divinités hindoues sous forme physique et l'a appliquée à un joueur se manifestant à travers son avatar dans le monde du jeu.
Le mot « avatar » a également été utilisé en 1986 par Chip Morningstar dans le jeu de rôle en ligne Habitat de Lucasfilm.
Neal Stephenson a également utilisé le terme pour son roman Le Samouraï virtuel (1992). Ses personnages évoluent dans le Métavers, sorte de prodrome des réalités virtuelles actuelles. L'auteur est le premier à utiliser ce terme dans la littérature, mais reconnaît l'antériorité aux jeux de rôles numériques.

## Définition
En principe, l'avatar est dans ce contexte l'apparence que prend un internaute (ou un groupe de joueurs ayant créé un personnage) dans un univers virtuel (jeux vidéo, modèles, logiciels de jeu de simulation, etc.). C'est l'alter ego du cyberjoueur, un autre lui-même.
Dans les jeux en ligne, il désigne et représente souvent la personne (ou entité) qui l'a créé. Il apparaît chaque fois qu'un usager se connecte à un univers virtuel afin qu'on l'identifie visuellement.
Le mot est ensuite apparu dans le langage courant des forums de discussions. Il est, là, bien plus proche de son sens originel. Sur un (chat), le nom « avatar » désigne également, par abus de langage, l'image que l'on utilise pour se représenter (que ce soit une image de soi-même, de quelqu'un d'autre ou d'une chose que l'on aime ou à laquelle on s'identifie).
L'avatar est choisi par l'utilisateur lui-même, ou par défaut par le système (il s'agit alors souvent d'une silhouette noire ou d'une autre sorte de représentation impersonnelle et anonyme montrant que l'usager n'a pas souhaité se « décrire »). En général, l'avatar choisi est emblématique ou valorisé par des caractéristiques positives, distingués du commun.
Laurent Di Filippo relève que par étymologie, le terme insinue que l'avatar serait une incarnation « magique » de la personne réelle dans l'univers fictionnel et conclut :

« Méfions-nous de l’usage de termes relatifs au sacré, à la transcendance et à l’ésotérisme pour qualifier des usages et des pratiques liées aux technologies. […] Le joueur serait le dieu alors que son « avatar » numérique ne serait qu’un fragment, une incarnation, une partie, ou une version amoindrie de la personne qui le contrôle. Or, cela ne permet pas de penser la spécificité des environnements numériques comme des espaces légitimes de communication et leur rôle au sein de la société puisqu’ils sont d’emblée qualifiés par des termes dont la connotation est réductrice.
[…]
[Dans Second Life, il] y a donc derrière la notion d’« avatar » un discours qui promeut une forme de transfert ou de transposition de l’utilisateur vers le dispositif à travers sa propre représentation. […] On retrouve la confusion évoquée précédemment entre phénomène ludique ou communicationnel médiatisé technologiquement, et incarnation magique. […] Encore faut-il se distancier de l’usage qu’en font les acteurs pour en discerner les enjeux, au risque de ne faire que reprendre, sans l’expliquer, un discours qui circule notamment parmi les industriels et les fabricants de productions culturelles, et dont les adoptions par les usagers sont variées. »

Dans le cadre des jeux en ligne, il préfère l'utilisation du mot « personnage-joueur », qui permet « d’aider à distinguer les mondes numériques où la part fictionnelle est plus importante de ceux où les représentations essaient de rester fidèles à l’utilisateur ».

## Usage
Le sociologue Antonio Casilli explique que, de manière générale, l'avatar est créé par l'utilisateur pour manifester son désir de présence physique dans le monde virtuel. L'avatar est en quelque sorte le corps de l'utilisateur dans le monde virtuel qu'il fréquente (jeux vidéo, médias sociaux, ou autre).
À travers cette incarnation virtuelle, l'utilisateur définit ce qui le caractérise mais également ce qu'il aime ou ce qu'il n'aime pas, ou tout simplement ce qu'il rêve d'être.

### Avatar centralisé
La société Automattic, qui gère aussi Wordpress, propose Gravatar, un système de centralisation des avatars. Les sites qui l'utilisent affichent le même avatar pour chaque utilisateur. Les gravatars sont de plus classifiés selon leur bienséance sur une échelle comme celle de la MPAA.

### Forums en ligne

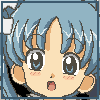
Exemple d'avatar, tel qu'utilisé dans les forums.

Malgré l'utilisation répandue des avatars, on ne sait pas quels sont les premiers forums Internet à en avoir fait usage. En effet, les tout premiers forums ne comprenaient pas les avatars comme fonction par défaut ; ces derniers sont apparus de façon non officielle à travers le piratage informatique avant d'être instaurés de façon normative. Les avatars sur les forums en ligne ont pour but de représenter les utilisateurs et leurs actions, de personnaliser leurs contributions au forum, et peuvent évoquer différentes parties de leur personnalité, leurs croyances, leurs intérêts ou leur statut social sur le forum.
Le système traditionnel d'avatar sur la plupart des forums Internet est une petite image carrée (80x80 à 100x100 pixels, par exemple) associée à chaque message laissé par un utilisateur sur le forum, de façon que les autres utilisateurs puissent identifier facilement celui qui a écrit le message sans avoir à lire son nom d'utilisateur. Certains forums permettent également aux usagers de télécharger un avatar qui peut avoir été conçu par l'utilisateur lui-même ou acquis ailleurs. D'autres forums permettent aux utilisateurs de choisir un avatar à partir d'une liste prédéfinie ou d'utiliser un algorithme afin de concevoir un avatar personnalisé à partir d'informations disponibles sur l'utilisateur.

Exemple d'identicon.

Certains avatars sont animés, consistant en une séquence d'images multiples répétée à plusieurs reprises. Dans ce type d'avatars, le nombre d'images et le délai de répétition peuvent varier considérablement. 
Il existe plusieurs systèmes d'avatars tels que Gaia Online, WeeWorld, Frenzoo ou Meez, où l'avatar est créé en utilisant une représentation pixelisée d'un personnage ou d'une créature, et peut ensuite être personnalisé par l'utilisateur. Certains systèmes, par exemple Trutoon, utilisent le visage d'une personne pour créer l'avatar de l'utilisateur. 
Quelques forums utilisent des identicons en guise d'avatars. Il s'agit d'images géométriques visuellement distinctes formées à partir de l'empreinte numérique d'une adresse IP. De cette façon, un utilisateur anonyme particulier peut être identifié de manière unique, sans qu'il lui soit nécessaire de s'enregistrer ou de s'authentifier sur le forum.

### Assistant virtuel
Les avatars peuvent également être utilisés comme des incarnations virtuelles d'une personne, et peuvent être dotés de plus ou moins d'intelligence artificielle. Les assistants automatisés en ligne sont des exemples d'avatars utilisés de cette manière.
Plusieurs compagnies utilisent ce type d'avatars dans le cadre de services à la clientèle automatisés afin d'interagir avec les consommateurs. Cela peut permettre aux entreprises de réduire leurs coûts d'exploitation et de formation. Ces avatars sont des formes de bots informatiques. Anna, l'assistante en ligne du magasin IKEA conçue pour guider les utilisateurs à travers le site, est un exemple de cette catégorie d'avatar.
Bon nombre de ces avatars utilisent le traitement automatique du langage naturel, l'une des technologies sous-jacente importantes liées à ces systèmes. D'autres jeux fonctionnement à l'aide de conversations déterminées à l'avance qui offrent à l'utilisateur plusieurs options de dialogue et utilisent des routes clairement définies menant à un résultat précis. Ces deux types d'avatars fournissent un moyen efficace et économique d'entrer en contact avec des consommateurs.
En outre, il existe des projets de recherche avec des avatars, tels que les deux projets conjoints financés par le BMBF, AVASAG "assistant vocal basé sur un avatar pour la traduction automatique des signes" pour une meilleure accessibilité numérique, ainsi que EMMA "assistant mobile émotionnel" pour le soutien en cas de stress psychologique sur le lieu de travail, et le projet conjoint, financé par le BMWi,  EMMI "interaction homme-machine empathique" pour accroître l'acceptation de la conduite autonome.

### Jeux vidéo
Les avatars de jeux vidéo - ou avatar 3D - sont considérés comme les avatars traditionnels, ils sont à l'origine de l'apparition des avatars (voir Apparition du terme). Cependant, ces avatars sont loin d'être les plus utilisés. En effet, le pourcentage de gens utilisant des avatars sur des jeux en lignes ou des mondes virtuels est de l'ordre de 22%. D'après le sociologue Antonio Casilli, ceci peut être expliqué par le fait que l'abonnement à ces services est souvent payant et que configurer intégralement un avatar 3D est très long. 
Dans les jeux vidéo, les avatars servent à représenter le joueur dans l'univers du jeu. Le premier jeu vidéo à inclure ce type de fonctionnalité était Maze War, un jeu de tir à la première personne paru en 1973, où le joueur était représenté par un globe oculaire.
Dans certains jeux, la représentation du joueur est déterminée d'avance, mais beaucoup d'autres offrent un modèle de personnage de base, qui permet ensuite la personnalisation des caractéristiques physiques de l'avatar par le joueur. Par exemple, Carl Johnson, l'avatar de Grand Theft Auto: San Andreas, peut être habillé dans une large gamme de vêtements, avoir des tatouages ou une coupe de cheveux différente et sa corpulence peut varier en fonction des actions du joueur.
Les MMORPG proposent typiquement une personnalisation de l’avatar sur la base de modifications spécifiques limitées. L’avatar permet ainsi de distinguer les joueurs entre eux tout en les obligeant à rester sur un canevas prédéfini. L’apparence de l’avatar n’est pas toujours un paramètre fixe, il peut évoluer en même temps que le personnage dans l’univers et ainsi refléter l’expérience, la force ou la médiocrité du joueur. Le degré de personnalisation possible de l'avatar diffère entre chaque jeu. Par exemple, dans EVE Online, les joueurs construisent un portrait totalement personnalisé, en utilisant un logiciel qui permet d'appliquer plusieurs changements à la structure du visage ainsi que des coiffures prédéfinies ou des tons de peau. Le jeu City of Heroes offre aux joueurs la possibilité de façonner des avatars complètement différents, incluant aussi bien les superhéros traditionnels que les extraterrestres, des chevaliers, des monstres, des robots et bien d'autres. 
En 2007, Robbie Cooper a publié le livre Alter Ego, Avatars and their creators, dans lequel il associe des photographies de joueurs aux images de leurs avatars. Son travail révèle une grande variation dans la manière que les joueurs ont d'utiliser leurs avatars, certains cherchant à créer quelque chose qui leur ressemble, d'autres complètement l'inverse. 
La console Wii de Nintendo permet la création d'avatars appelés "Miis" (homophone du mot anglais me, c'est-à-dire « moi ») qui prennent la forme de personnages de dessins animés stylisés et peuvent être utilisés dans certains jeux, comme dans Wii Sports. De même, en 2008, Microsoft a fait paraître une mise à jour pour la console Xbox 360, qui présentait l'introduction d'avatars utilisables avec le service de jeu en ligne Xbox Live. Il est même possible d'utiliser une photo de cet avatar en tant que photo de profil pour le compte Xbox Live associé (compte permettant le jeu en ligne), ce qui renforce la dimension d'identité virtuelle que permet l'avatar. La console PlayStation 3 de Sony propose également l'utilisation d'avatars rattachés au monde virtuel de PlayStation Home, mais avec un style plus réaliste que les Miis de Nintendo ou Avatars de Microsoft.
L’avatar est sujet aux trolls et à l’utilisation dans un but prédéterminé. Par exemple, un homme peut utiliser un avatar féminin pour faciliter son interaction avec une population plus masculine et inversement.

### Médias sociaux
Une autre utilisation des avatars est apparue avec l'utilisation généralisée des plates-formes de médias sociaux. Certains utilisateurs choisissent de mettre en place un avatar plutôt d'une photo associée à leur profil d'utilisateur. La photo de profil représente typiquement l'identité du titulaire du profil et est généralement constituée du portrait d'un individu, du logo d'une organisation ou de la représentation graphique d'une caractéristique particulière et reconnaissable. L'utilisation d'avatars en guise de photo de profil peut augmenter le niveau de présence perçu par les utilisateurs et ainsi favoriser les comportements de partage et de réciprocité dans les environnements en ligne. 
Bien que les avatars sur les médias sociaux cherchent la plupart du temps à représenter l'utilisateur, le profil en tant que tel s'avère souvent refléter une image différente et idéalisée de l'utilisateur.
Snapchat est un exemple d'un média social où il est possible d'utiliser un avatar associé à son compte (l'avatar est réalisé sour la forme d'un selfie). Pour offrir plus de possibilités et de créativité dans la réalisation de l'avatar (ce qui sont souvent les objectifs recherchés par l'utilisateur d'avatar), Snapchat a racheté en juin 2016 la startup Seene. Cette dernière permet la création d'avatar 3D en utilisant uniquement la caméra classique d'un smartphone. 

### Cinéma
Dans sa production Ready Player One, adaptation du roman du même nom par Steven Spielberg, le studio Dreamworks propose pour créer certains personnages de faire participer des artistes du monde entier en leur permettant de se créer eux-mêmes un avatar en 3D qui pourra apparaître dans le film. Les artistes ayant créé les meilleurs avatars sont sélectionnés par l'intermédiaire d'un concours et peuvent être rémunérés selon l'importance de leur rôle dans le film. 